# The Latsos Piano Duo
 Giorgi Latso (Georgia, Tiflis, 15 de abril de 1978) y Anna Fedorova-Latso (Nizhni Nóvgorod, Rusia, 30 de noviembre de 1982) son un matrimonio de pianistas estadounidenses que actúan predominantemente como dúo de piano, reconocidas artísticamente con el nombre de The Latsos.

## Biografía
El dúo se formó en 2014 por los pianistas Giorgi Latso y su esposa Anna Fedorova-Latso, en Viena, Austria. El dúo es conocido por sus giras de conciertos por todo el mundo y sus actuaciones periódicas con famosas orquestas internacionales. También actúan en festivales de música, como el Festival de Salzburgo, el Beethovenfest Bonn, el Thailand Steinway Festival, el Beijing Pacific Arts Festival, el Festival de Viena, el Rheingau Musik Festival, el Festival Internacional de Música Clásica de Medellín, el Festival y Escuela de Música de Aspen, el Oregon Nacional Festival, el Utah Nacional Festival, etcétera
Los Latso han interpretado y grabado una serie de tesoros inusuales y en gran medida desconocidos del repertorio de dúo para piano, incluidos todos los dúos y, en particular,  los dúos de Schubert. “Los Latso brillan en un diálogo encantador e íntimo e impresionan con su expresión de inquietud emocional”, como los describe el periódico alemán Kreiszeitung. Los Latsos suelen ser invitados en radios como K-USC Radio, “Classic FM” Sunday Live, NDR Kultur, America Matters, KCKQ-AM 1180, WAMU 88.5 Washington's NPR, KKNX Classic Hits, Adagio FM y muchas más.   
El repertorio del dúo incluye obras de Bach, Mozart, Schubert, Brahms, Poulenc,Prokófiev, Stravinsky, y Kapustin. Los Latsos son los favoritos entre muchos organizadores y promotores de conciertos; la Internationale Chopin-Gesellschaft califica sus actuaciones de "emocionantes y extravagantes" y la Teatro Metropolitano elogia su “vivimos el encuentro entre dos almas que se comunican a través de su arte y, con ello, celebramos la magia de la música compartida” 

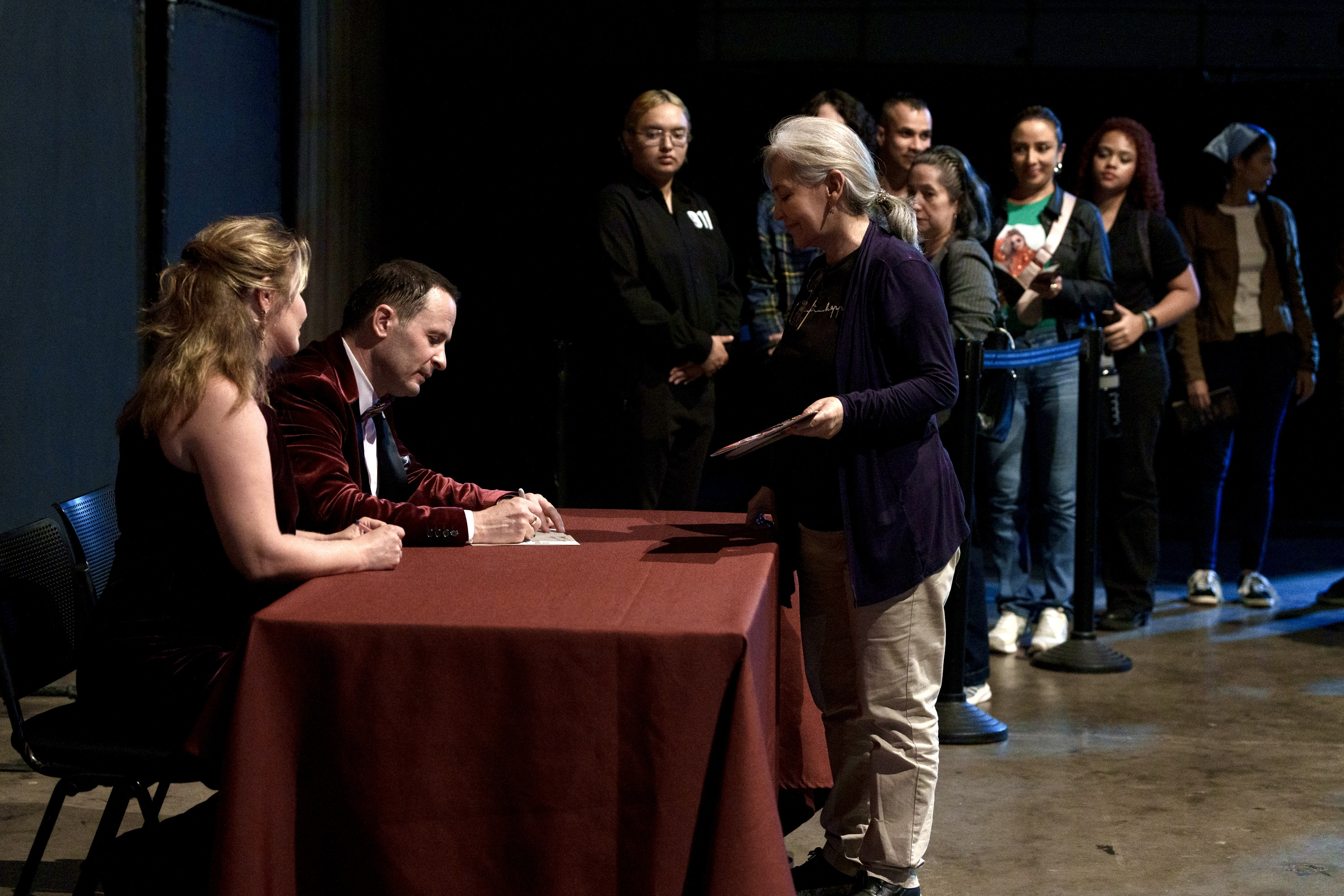
El Dúo Latsos dando sus autógrafos después de la concierto en el Teatro Metropolitano de Medellín José Gutiérrez Gómez, el 2 de octubre de 2024.

También ha realizado arreglos para 2 pianos y transcripciones a cuatro manos de una selección de partituras de películas americanas de célebres compositores como John Williams, Erich Wolfgang Korngold, John Sousa, etc. 
A menudo ofrecen conciertos para organizaciones e instituciones sin ánimo de lucro que atienden a comunidades desfavorecidas, niños con necesidades especiales, pacientes hospitalarios y ancianos.   
Desde 2023, han sido designados y conferidos oficialmente como Steinway Ensemble Artist por Steinway & Sons, Nueva York. Ambas viven en Los Angeles. 

## Premios y distinciones
- 2017 y 2022: ganadores de las audiciones nacionales de Beverly Hills,
- 2022: premio del adjudicador, Asia Pacific International - Book of Records, Malasia
- 2023: mención honorífica por la música en el Mansion Festival, B.H. City Council, Los Ángeles
- 2023: designación de "artista del conjunto Steinway" otorgada por Steinway & Sons, ciudad de Nueva York [9]

## Discografía
- Franz Schubert Works for Four Hand One Piano (2019)
- Piano Arrangements for Four Hand One Piano (2023) [10]